# Pere Tomic
Pere Tomic (ou Pere Tomich) (Bagà, século XV – † antes de 1481) foi um historiador catalão, autor de Histories e conquestes dels Reys de Arago e Comtes de Barcelona, e castelão do Castelo de Aristot (1446-1447).

## Obra
Histories e conquestes dels Reys de Arago e Comtes de Barcelona encontra-se dedicado ao arcebispo de Saragoça, Dalmau de Mur. A obra é uma tentativa de história geral, obra característica do século XV e que, centrada na Catalunha, abrange desde a Criação, passa pelos primeiros povoadores da região, e chega aos começos do reinado de Afonso V de Aragão. É uma reivindicação do papel da aristocracia militar frente à monarquia absoluta, sendo características as longas listas da nobreza aragonesa, valenciana e catalã que participou nas empresas bélicas - sobretudo marítimas - de Coroa de Aragão. A obra recolhe ainda diversas lendas da Coroa de Aragão, como a de Galceran de Pinós e o resgate das cem donzelas, milagre atribuído a Santo Estêvão.
A Histories ficou terminada em 1438 em Bagà, mas só foi editada em 1495. Esta primeira edição foi feita em Barcelona, e teve por título Històries e conquestes de Cathalunya. Posteriormente, foi retocada e continuada, reeditada em 1519 e 1534 com o nome de Histories e Conquestes del reyalme Darago e principat de Cathalunya (onde chega até 1516), e finalmente reeditada em 1886, com o nome de Historias e Conquestas Dels Excellentissims e Catholics Reys De Arago.